# Grand Colombier (Ain)
Ne doit pas être confondu avec Mont Colombier.
Pour les articles homonymes, voir Grand Colombier.
Le Grand Colombier est un sommet du massif du Jura, dans le département français de l'Ain, culminant à une altitude de 1 534 mètres.

## Géographie
Situé dans la région naturelle du Bugey, le sommet domine la haute vallée du Rhône et le lac du Bourget (situé dans le département de la Savoie) ainsi que la commune de Culoz dans l'Ain. Depuis le Grand Colombier, des pistes et des sentiers de randonnée continuent en balcon sur les monts du Bugey en direction du plateau de Retord.
Le Grand Colombier est drapé d'une forêt de feuillus parsemée de quelques sapins. Au sommet, il est couronné par une prairie d'altitude qui était autrefois utilisée comme alpage d'été.
Au sommet, il est possible de voir le défilé de l'Écluse, les monts Jura, le Vuache et le Salève, le Léman et Genève, les Alpes bernoises (dont l'Oldehore et les Diablerets), le plateau des Glières, les dents du Midi, le lac d'Annecy, le massif des Bornes, la chaîne des Aravis, le massif du Mont-Blanc, le massif de la Vanoise, le massif des Bauges, la chaîne de Belledonne ou encore le plateau de Chambaran, Lyon et le Pilat dans le Massif central. Par beau temps, il est possible d'apercevoir le massif du Vercors, le plateau des Vans et les monts du Vivarais, les monts du Forez et jusqu'au Chasseral, dans le Jura suisse.
Le col du Grand Colombier est situé entre le point culminant et la croix du Colombier (1 525 mètres) ; la route d'accès, côté Bugey (depuis Artemare) possède des pourcentages à plus de 20 %.
La D 123 franchit également la montagne du Grand Colombier au nord du sommet au Golet de la Biche à l'altitude de 1 310 mètres.

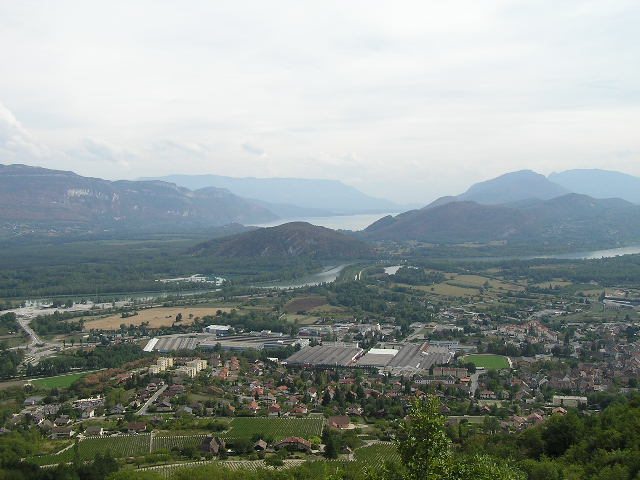
Vue depuis le Grand Colombier : Culoz.
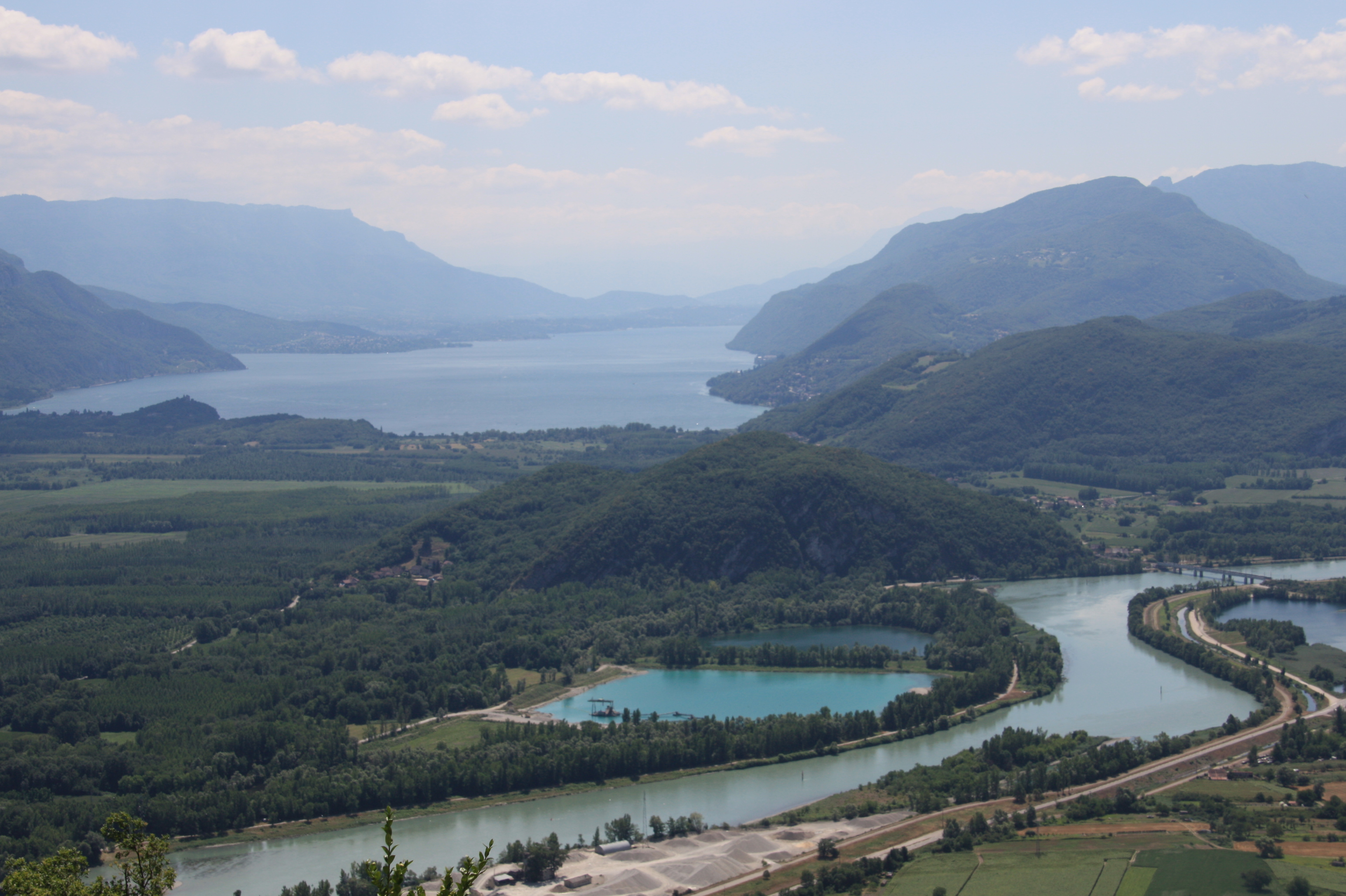
Vue depuis le Grand Colombier : le Rhône, la partie méridionale de la Chautagne et au fond le lac du Bourget.
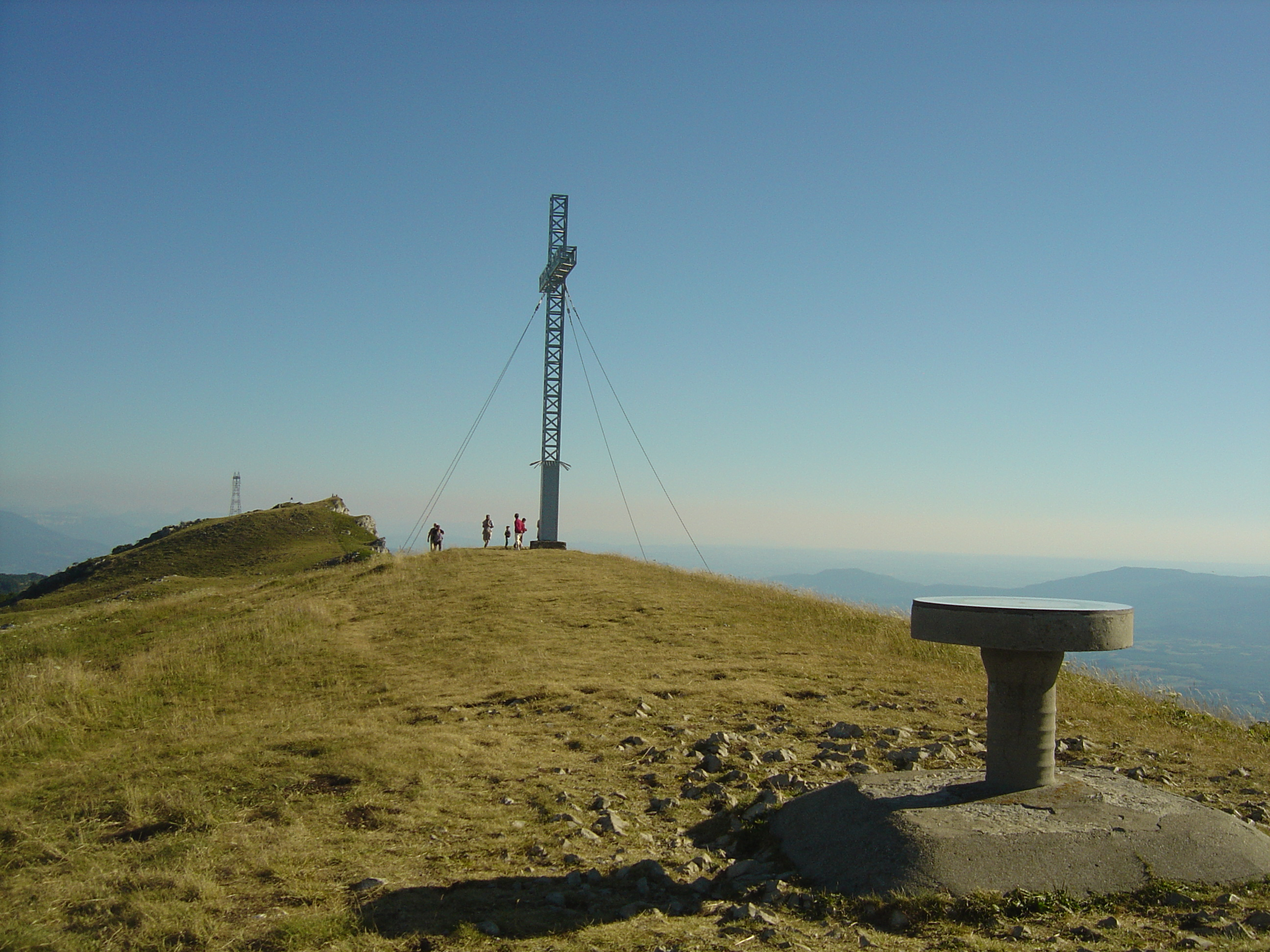
Le sommet du Grand Colombier : table d'orientation et croix puis signal au fond.
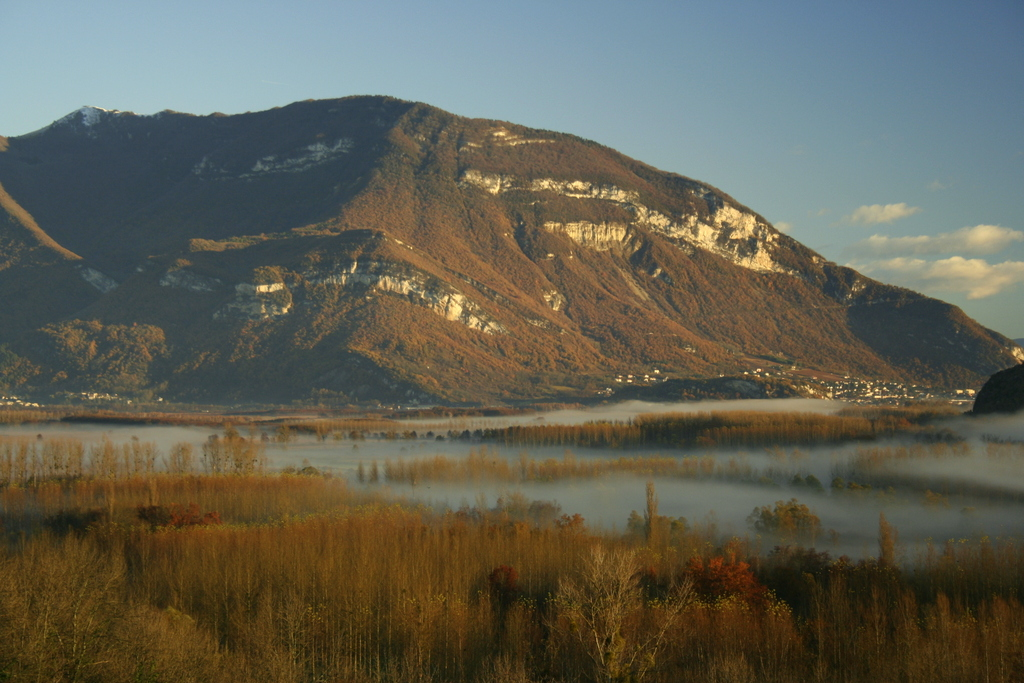
Brume sur le marais de Lavours (vue vers le nord) ; au fond le Grand Colombier, à droite Culoz.

## Dans la culture populaire
Le site du Grand Colombier joue un rôle important dans le roman de science-fiction Le Péril bleu de Maurice Renard, publié en 1911.